# Stephanolaimus flevensis
Stephanolaimus flevensis är en rundmaskart som beskrevs av Stekhoven 1935. Stephanolaimus flevensis ingår i släktet Stephanolaimus och familjen Leptolaimidae. Arten är reproducerande i Sverige. Inga underarter finns listade i Catalogue of Life.